# 階級章

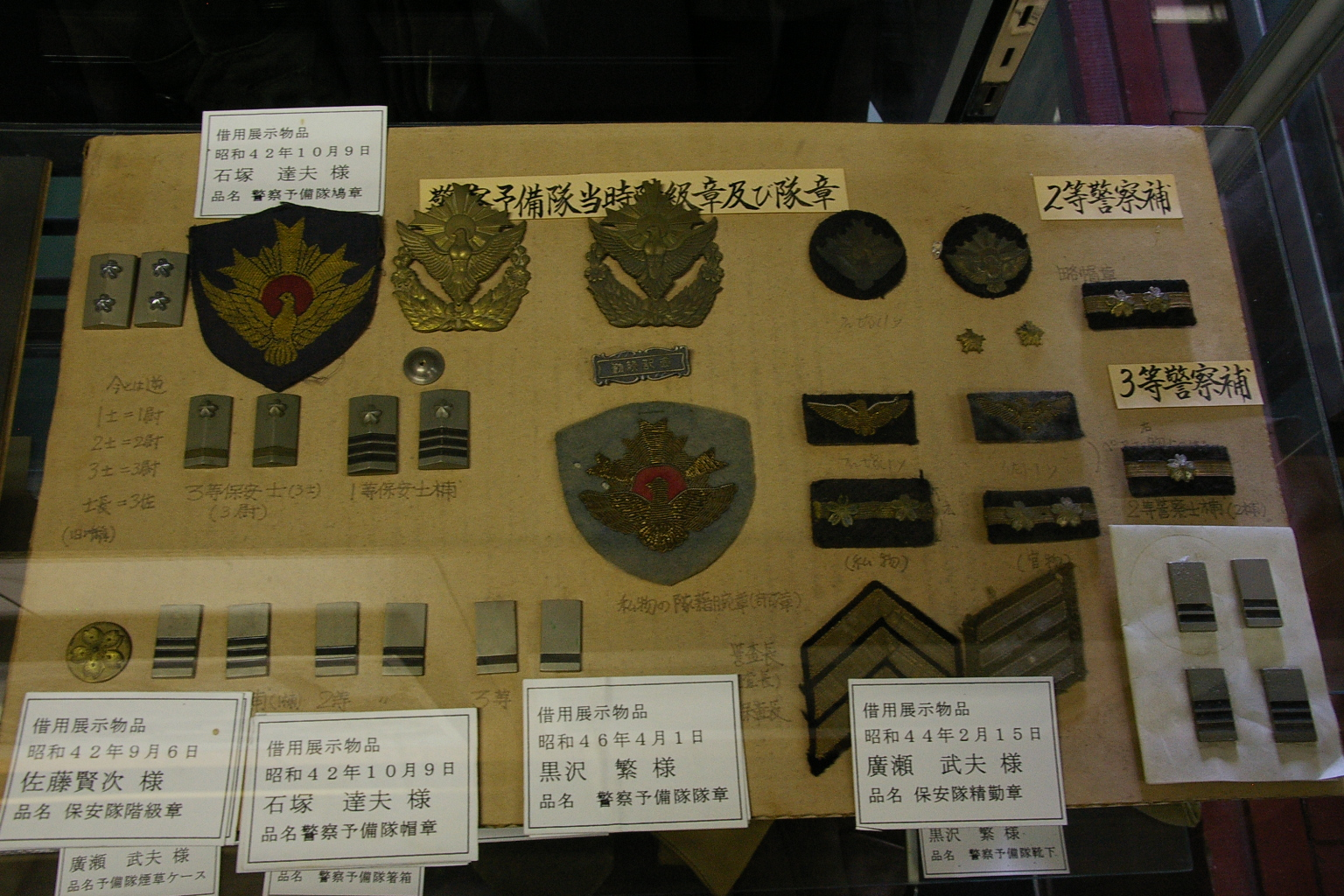
警察予備隊と保安隊の階級章

階級章（かいきゅうしょう）とは、軍隊、警察、消防などの階級に基づいて組織の指揮統制を行う組織・機関において、その官吏ないし職員が階級や職階等を識別するために用いられる記章・徽章のこと。

## 概要
階級を定める公共機関・組織の構成員たる官吏・職員がその階級、職階、身分を識別するために制服や作業服などに着用する。また、階級の定めのない公務員の序列を表す記章を職名章という。
軍服ないし制服（戦闘服・作業服・活動服・およびこれに類する物を含む）に階級章を着用することを、佩用（はいよう）と呼ぶこともある。「佩」は現在公用文書で使うことのできない常用漢字表外字であるため、正式な用語としては「はい用」と定める機関もある。
ただし「佩用」について、多くは勲章等を身につけることを指し、階級章については「着用」するという表現が一般的であるが、言葉の意味としてはどちらも誤りではない。
その階級および地位にないものが公的な場所において現行の階級章を佩用することは処罰される可能性がある。日本においては軽犯罪法により処罰される。

## 階級章の種類と形態
| 将 (幕僚長) | 将  | 将補 | 1佐  | 2佐  | 3佐    |
| ----------- | --- | ---- | ---- | ---- | ------ |
|             |     |      |      |      |        |
| 1尉         | 2尉 | 3尉  | 准尉 | 曹長 | 1曹    |
|             |     |      |      |      |        |
| 2曹         | 3曹 | 士長 | 1士  | 2士  | 候補生 |
|             |     |      |      |      |        |

階級章のデザインや材質等は階級を定める機関・組織、さらには国や時代により千差万別であり、無数のバリエーションがある。特に軍人（自衛官）の階級章の形式は襟章・肩章・袖章など様々である（アメリカ陸軍では兵及び下士官が袖章、将校は肩章となる）。また制服用の物と戦闘服・作業服用の物では材質や色彩、デザインが異なることが多い。
階級章は着用する人間の階級・職階を表すものとして、とくに誰が指揮官であるかの判別を容易にし、指揮系統を明確にし、あるいは誇示するために、階級が上がるほど大きく、デザインが複雑巧妙（派手）になる傾向が強かったが、軍隊や警察では（日本ではあさま山荘事件等に例があるように）指揮官が敵に狙われることがあった。そのため現在では儀礼用のものなどでは伝統的なデザインを踏襲するものの、戦闘服や作業服用のものでは極力デザインを簡易単純化（小さく地味なものに）し、迷彩や視認性の低い色（服の色の同系色）を使用したりして指揮官クラスと一般の隊員を判別しづらいものにしている。またIRタグなどコンピュータ画面上でしか判別できないものも登場している。
一般的な傾向として、線や星の数によって階級を図案化している。自衛隊の場合は星の代わりに桜花（これを桜星とも言う）が用いられる。
主に階級章を制定している政府機関・公共機関としては軍隊（日本では自衛隊）、警察、消防、国境警備隊、沿岸警備隊（日本では海上保安庁）、刑務所、入国管理局、税関、検疫所など階級により官吏・職員の序列を定める機関において広く採用されている。民間の企業・団体でも鉄道会社の職員や海運業者の船員、航空会社の航空機搭乗員、警備業者の警備員など職員の階級を定める組織においては採用されていることがある。
現在の日本の警察官、刑務官、入国警備官、衛視、消防吏員、消防団員、水防団員、海防団員などの階級章は基本的に金属製であるが、着用する服の種類（制服か作業服・活動服か等の違い）によっては布製やプラスチック製のものも存在する。また現在の日本の警察官の制服に着用する階級章には、識別章と称される個人識別番号が刻印された物が同時に着用される（諸外国の警察官における名札及び「コントロールナンバー」相当。但しアメリカでは警察長といえども名札があり、コントロールナンバーは「1」が指定されるのと異なり、日本では警視総監と警察庁長官だけはそれぞれ一人しかおらず、区別の必要もないので制定されていない）。
なお、総務省消防庁などの職員は階級の定めがないため、その序列を表す記章を職名章というのに対し、同じく階級の定めのない財務省の税関職員は階級章として定めている。

## 階級章または職名章を佩用する官吏・職員・職種の例
- 公務員等
  - 軍人
  - 軍属
  - 自衛官（即応予備自衛官・予備自衛官を含む。）
  - 警察官（皇宮護衛官を含む。）
  - 鉄道公安職員（現在は職自体が廃止。）
  - 海上保安官
  - 刑務官
  - 衆議院衛視
  - 参議院衛視
  - 入国警備官
  - 税関職員
  - 検疫官
  - 消防吏員
  - 消防団員
  - 水防団員
  - 海防団員
  - 地方自治体職員（災害対策本部設置の際は本部長たる首長から一般職員に至るまで担務と階級が設定される・「職名章」も併せて参照のこと）

上記の例の中で、現在の日本の税関職員については正式な階級呼称を定めていないが、階級章を佩用するという特殊な形態を有している。
- 民間等
  - 警備員（階級を定めている警備会社と定めていない警備会社がある。また会社ごとに階級呼称も違う。）
  - 鉄道職員（駅務掛・駅務主任・指導駅務掛等）尚、運転士や車掌と云うのは階級ではなく職種である。
  - 船員（船長、機関長、通信長、事務長、船医、航海士、機関士、通信士、事務員、看護師等職員）
  - 航空機搭乗員（機長・副操縦士・客室乗務員等、女性はスカーフが階級章に相当）
  - 宿泊施設の従業員（和服女性の場合、着物はお揃いでも帯で階級を表す場合がある）
  - 神職（袴の色・柄で階級を表す）
  - 神宮衛士
  - 僧侶（法衣、袈裟の色・柄で階級を表す）
  - 救世軍の士官・下士官・兵士（制服の肩章と襟章で階級を表す）
  - 博多祇園山笠の舁き手（てのごい（手拭）が階級章に相当）
  - ボーイスカウト（階級ではないが、進級章等が設定されている。）
  - 海洋少年団（階級章として初等一級 - 三級、中等一級 - 三級、高等一級 - 三級があるが各地域の団毎により運用は異なる。）
  - 看護師（かつてはナースキャップの線の数で婦長などを区別した。着帽の習慣が廃れた現在ではあまりみられず、襟バッジが使われている場合もある。）

上記の例のうち、警備員については、法的ないし公的な階級ではなく、あくまで民間企業の定款などに基づく私的な階級制度ではあるが、公務員と同様に階級に基づいて業務の遂行を行い上席者は下級者に対する指揮権もあることから、制服等に階級章を着用している例がある。民営の鉄道職員や船員、航空機搭乗員等についても同様である。
珍しい例としてバンダイホビーセンターの職員は地球連邦軍の制服を模した作業服に社内の役職に応じた階級章を付けている。